# Pløk
En pløk er en genstand man placerer i jorden for at holde et element nede og/eller stabilt, ofte er det barduner fra forskellige telte og master.
Pløkke er typisk lavet i forskellige metaller, såsom titanium, aluminium og stål, hvor hvert metal giver pløkke med to af følgende egenskaber: Meget høj styrke, meget lav vægt og mere prisvenlig. Der findes også andre typer, såsom improviserede pløkke lavet af pinde og grene, samt plastik pløkke, der typisk findes til mindre seriøse telte samt have- og strandudstyr. Der er dog ikke mange fordele ved pløkke af plastik, udover prisen. De skal generelt være meget tykkere end metalpløkke, for at havde en bare nogenlunde styrke, og afhængig af den benyttede plasttype, kan de nemt blive møre og slidt. Plastikpløkke (typisk kaldet plastpløkke) er dog meget nemme at farve i praktiske lyse nuancer og grundet netop deres større form, vil de dels havde fordele i løst underlag, såsom sand, og være nemmere at få øje på i højt græs samt om natten.
Et alternativ til pløkke er træstammer og sten, som man med fordel kan bruge, hvis området ikke egner sig til pløkke, fx på fjeldtur.
Et gammel spejder fif til overnatning i sne-landskaber, er at bruge pløkke fremstillet af lægter af træ. Disse sætter sig fast i sneen, og man kan lave dem meget lange, uden at de bliver tungere end konventionelle pløkke af metal. 

## Typer af pløkke
Pløkke har forskellige udformninger, for at imødekomme forskellige behov. Det kunne for eksempel være:
- Underlaget pløkken skal i. Fx jord, sand, sne osv.
- Styrke krævet, i forhold til størrelsen af fx teltet samt dets vindpåvirkning
- Vægten af pløkken, i forhold til om man skal kunne pakke den ned i en rygsæk

### Udformninger
En liste over forskellige pløkke listet efter profilens udformning:
- Ø-pløk, rund, let fremstilling pløk, der er den mest udbredte metal pløk til budget telte, fx festivalstelte. (Kaldet Ø da de førhænd typisk havde runde hoveder)
- V-pløk, eller U-pløk, denne pløk er "knækket" på langs, meget ofte omtalt som Stormpløk, da den kan gribe hård fat i underlaget.
- T-pløk, en type der er mest brugt til større pløkke, >10cm, giver en simpel form, der er nem at producere.
- D-pløk, en pløk der er firkantet i sin profil, stærkere en Ø-pløkken og stadig meget simpel, dog mindre populær end andre.
- Y-pløk, en mere moderne "Stormpløk". Som V-pløkken, har denne stor træk-modstand, men grundet den trekantet stjerneform, kan den tåle træk fra alle retninger, og den knækker ikke lige så nemt sammen, hvis man træder den i jorden, af samme grund.
- Søm-pløk, har samme karakterer som Ø pløkken, men er speciel godt til ringe i fx presenninger, da den er nem at få ned og op af jorden.
- Is-pløk, en sjælden og specialiseret pløk, der er er skruet eller har gevind, så den kan drejes ned i iset underlag.